# Districte de Goranboy
Goranboy (àzeri: Goranboy rayonu), és un dels 66 districtes de l'Azerbaidjan amb el centre administratiu a la ciutat de Goranboy. Pertany a la regió econòmica de Ganja-Dashkasan.
El nom de la regió prové de la ciutat de Goranboy, la capital del districte. Aquest topònim deriva de la paraula Gerani (el riu que travessa la ciutat) i Boyahmedli (antic nom de la ciutat). Amb el temps, la partícula "Ahmedli" es va eliminar del nom de la ciutat.